# ハナトリカブト
ハナトリカブト（花鳥兜、ラテン語: Aconitum carmichaelii）は、キンポウゲ科トリカブト属の多年生植物。カラトリカブト（唐鳥兜）とも呼ばれる。

## 生態
冷涼な気候に群生する。高さ1.2m（4ft）×幅30cm（12インチ）に直立して成長し、3から5葉の卵形の革のような葉を持つ。夏の終わりから秋にかけて、青い花による密な穂を成す。
園芸植物としても人気があり、数多くの栽培品種が開発されている。そのうちの「アレンディ」と「ケルムスコット」（ウィルソニグループ）は王立園芸協会のガーデン・メリット賞を受賞している。

## 人間との関わり
ハナトリカブトの各部分には非常に強い有毒成分が含まれており、歴史的には矢に塗る毒として用いられ、塊根を加熱して毒性を減らしたものは「附子（ぶし）」や「烏頭（うず）」として鎮痛や強精などの目的で生薬として用いられてきた。日本では芽を吹き始めた頃にニリンソウやゲンノショウコなどの山菜と間違えて食べてしまい、中毒を引き起こす例が見られる。取り扱いに慣れていない人間が体内に摂取した場合、命に関わる危険性がある。

### 毒性
顕著な症状は、通常1時間以内に現れ、大量に摂取した場合ほぼ即死に近い状況になる。致命的な中毒では通常2から6時間以内に死亡する（20から40mlのチンキ剤が命に関わる場合がある）。最初に吐き気、嘔吐、下痢などの兆候が現れ、これに続いて、口や顔の灼熱感、うずき、しびれ、腹部の灼熱感が現れる。重度の中毒では顕著な運動衰弱が起こり、皮膚のうずきやしびれが手足に広がる。心血管の低血圧、洞性徐脈、および心室性不整脈が起こる場合もある。その他の特徴には、発汗、めまい、呼吸困難、頭痛、錯乱などがある。主な死因は、心室性不整脈と心停止、心臓または呼吸中枢の麻痺であるが、死後には窒息の兆候だけが残る。
中毒の治療は集中的に行われる必要があり、すべての患者で血圧と心調律を綿密に監視しなければならない。摂取から1時間以内であれば、活性炭による胃腸の除染が期待できる。
生理学的な解毒剤は、徐脈の治療に使用されるアトロピンが主である。心室性不整脈に使用される他の薬物にはリドカイン、アミオダロン、ブレチリウム、フレカイニド、プロカインアミド、およびメキシレチンが含まれる。これらの薬剤による治療に拒否反応が見られる場合は心肺バイパスが採用される。重度の中毒患者において木炭血液灌流を用いた成功例があったの主張がある。
手袋を着用せずにハナトリカブトの葉を摘んだ場合も中毒が発生する可能性がある。アコニチンの毒素は皮膚から簡単に吸収されるが、この場合は胃腸への影響はない。触れた部分からチクチクとした感覚が引き起こり、次いで腕から肩まで広がる。その後は心臓が影響を受け始め、その後は不快なしびれが続くことになる。治療は、経口摂取によって引き起こされる中毒の場合に似る。